# ميثانية رزمية آكلة الخلات
ميثانية رزمية آكلة الخلات (الاسم العلمي: Methanosarcina acetivorans) هي نوع من العتائق تتبع جنس الميثانية الرزمية من فصيلة الميثاناوية الرزمية     .	